# Sovjetvolkstelling 1989

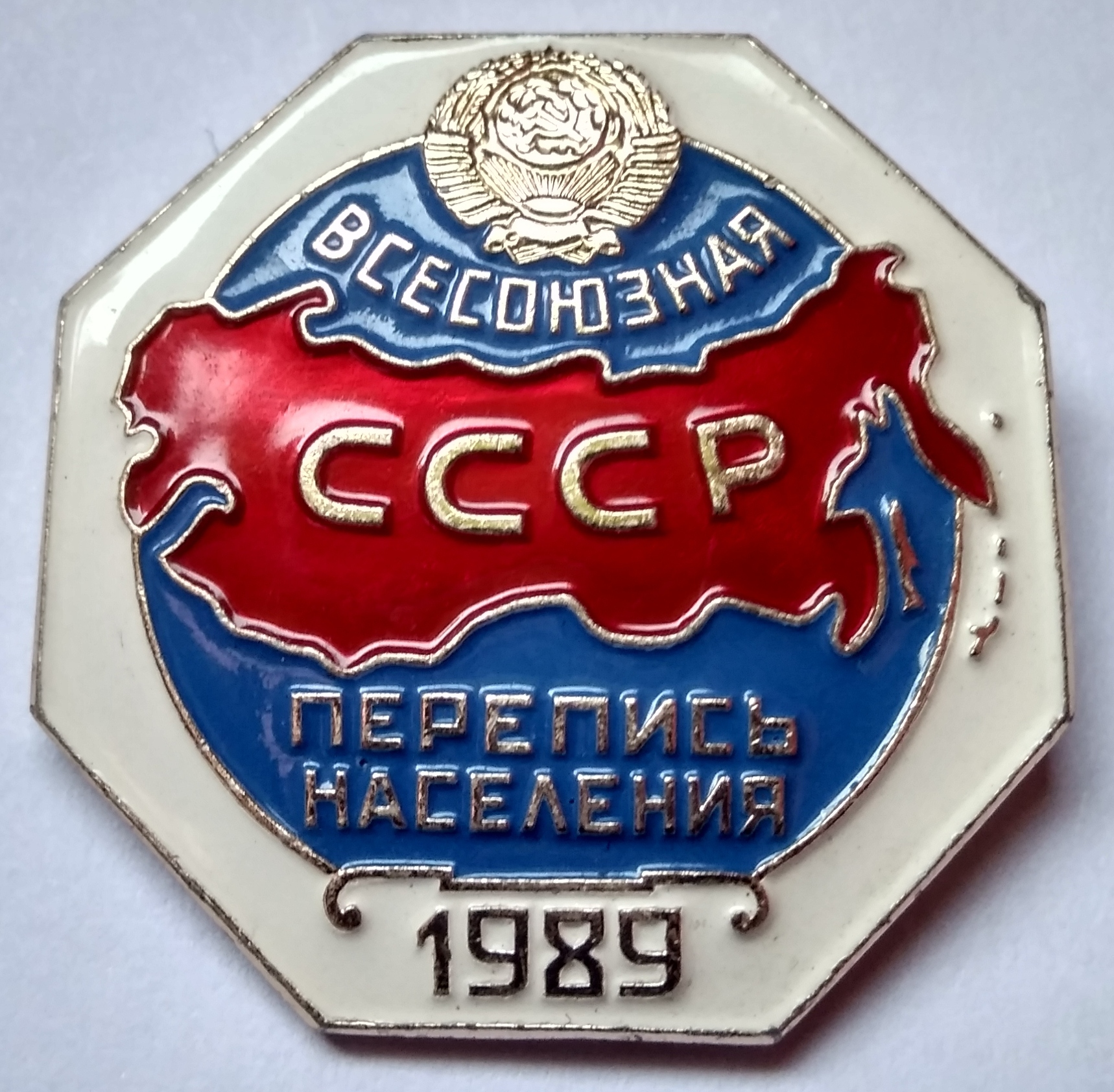
Zegel van de census 1989

De volkstelling in de Sovjet-Unie van 1989 was de laatste volkstelling die werd gehouden in de Sovjet-Unie. De registratie van de bevolking nam 8 dagen in beslag, van 12 januari tot 19 januari 1989, en werd uitgevoerd door middel van een invulformulier dat naar de geregistreerde verblijfplaats van alle burgers werd gestuurd. De organisatie was in handen van Goskomstat en werd uitgevoerd door duizenden hiervoor speciaal opgeleide mensen die werden onttrokken aan bedrijven, instellingen en organisaties. Van degenen die niet de vereiste documenten hadden werden de antwoorden tijdens mondelinge interviews opgeschreven.
Drie maanden later, tijdens april 1989, werden de voorlopige totalen met betrekking tot het aantal en de verspreiding van de bevolking over de verschillende gebieden van het land bekendgemaakt. Begin 1990 werden op basis van automatische verwerking de uiteindelijke resultaten met betrekking tot het aantal en de leeftijdscompositie van de bevolking bekendgemaakt en de huwelijkse staat, het aantal en de omvang van de gezinnen, het opleidingsniveau, nationaliteit en de gesproken talen en de bronnen van inkomen.

## Totalen
Op 12 januari 1989 bedroeg de totale geregistreerde bevolking 286,7 miljoen mensen. Hiermee was de bevolking sinds de Sovjetvolkstelling van 1979 gestegen met 24,3 miljoen mensen (9%).
|        | Bevolking (in miljoenen) | Bevolking (in miljoenen) | Bevolking (in miljoenen) | Bevolking (in miljoenen) | Gemiddelde jaarlijkse stijging (%) | Gemiddelde jaarlijkse stijging (%) | Gemiddelde jaarlijkse stijging (%) |
| 1959   | 1970                     | 1979                     | 1989                     | 1959-1969                | 1970-1978                          | 1979-1989                          |                                    |
| Totaal | 208,8                    | 241,7                    | 262,4                    | 286,7                    | 1,3                                | 0,9                                | 0,9                                |
| Urbaan | 100,0                    | 136,0                    | 163,6                    | 188,8                    | 2,8                                | 2,1                                | 1,4                                |
| Ruraal | 108,8                    | 105,7                    | 98,8                     | 97,9                     | -0,3                               | -0,7                               | -0,1                               |